# Joachim Nerger
Joachim Nerger (* 1620 in Greiffenberg, Fürstentum Schweidnitz-Jauer; † 28. Februar 1682 in Wittenberg) war ein deutscher Rechtswissenschaftler.

## Leben
Nergers Eltern waren der Fleischhacker Georg Nerger und die Bäckerstochter Regina, geborene Seyffert. Zunächst besuchte er die Schule seiner Heimatstadt. Am 11. März 1638 wurde er Schüler des Elisabetgymnasium in Breslau, wo er eine enge Freundschaft mit dem Dichter Andreas Scultetus schloss. Am 7. Mai 1645 immatrikulierte er sich für die Rechte an der Universität Wittenberg, wo u. a. Jeremias Reusner, Gottfried Suevus (1615–1659), Christoph Wacke und Christian Taubmann seine Lehrer waren.
Nach abgeschlossenem Studium erhielt er 1650 eine Stelle als Protonotar am Wittenberger Hofgericht und als Advokat am Wittenberger Konsistorium. Am 10. Juni 1652 erwarb er sich mit der Arbeit de executione rei iudicatae das Lizentiat der Rechte und promovierte am 8. September 1659 zum Doktor der Rechte. Im Jahr seiner Promotion wurde er Professor der Institutionen, stieg 1662 in die Pandektenprofessur des Digestum novum und schließlich 1675 in die Pandektenprofessur des Digestum vetus auf. Zudem beteiligte er sich an den organisatorischen Aufgaben der Wittenberger Hochschule. In den Sommersemestern 1675 und 1681 war er deren Rektor.
Sein Schüler Samuel Stryk rühmte seine rhetorischen und pädagogischen Fähigkeiten. Nergers Veröffentlichungen beschränken sich weitgehend auf Gelegenheitsschriften, Programme und Dissertationen, deren Wert darin besteht, dass sie einen Überblick über den Lehrbetrieb an der Wittenberger Hochschule geben. Sie zeigen zudem die steigende Bedeutung der damals neueren Probleme auf dem Gebiet der Rechtskunde im Naturrecht, Staats- und Völkerrecht, Fürstenrecht, auch Gewohnheitsrecht und Rechtsgeschichte, Handels- und Seerecht.
Nerger war seit 1652 mit Anna Katharina Pelshofer († 21. Mai 1676 in Wittenberg) verheiratet. Aus der Ehe stammen Neun Kinder. Von diesen kennt man Johann Georg Nerger (* und † 1654), Joachim Friedrich Nerger, Christian Erich Nerger, August Wilhelm Nerger, Johannes Ernst Nerger, Maria Catharina Nerger, Anna Regina Nerger, Justina Dorothea Nerger und Eleonora Sophia Nerger.

## Werke (Auswahl)
- De Usucapionibus. Wittenberg 1647 (reader.digitale-sammlungen.de).
- De stipulationibus. Wittenberg 1648 (zvdd.de).
- Exercitationum feudalium tertia de personis feuda dantibus et accipientibus. Wittenberg 1650 (reader.digitale-sammlungen.de).
- De executione rei iudicatae. Wittenberg 1652 (reader.digitale-sammlungen.de).
- De mutuo positiones. Wittenberg 1653 (reader.digitale-sammlungen.de).
- De dativa tutela. Wittenberg 1654 (reader.digitale-sammlungen.de).
- De vicariis Romano-Germanici Imperii. Wittenberg 1657 (reader.digitale-sammlungen.de).
- De oblique per fideicommissum delata haereditate. Wittenberg 1659.
- De jure tertii. Wittenberg 1660.
- Jus Actionis Emphyteuticariae. Wittenberg 1661 (reader.digitale-sammlungen.de).
- Tentamen generale legale ceu prōta in ereptionem de morte, seu jura regenerationis. Wittenberg 1662 (reader.digitale-sammlungen.de).
- De jure debitoris, ne egeat. Wittenberg 1663 (reader.digitale-sammlungen.de).
- De postulando. Wittenberg 1665 (reader.digitale-sammlungen.de).
- De Ratione Status Reip. Germanicae ; Part. 1. (reader.digitale-sammlungen.de) und De Ratione Status Reip. Germanicae ; Part. 2. Wittenberg 1667 (reader.digitale-sammlungen.de).
- De iuramentis in litem affectionis et veritatis. Wittenberg 1668 (reader.digitale-sammlungen.de).
- De majestatis crimine, ejusque jure. Wittenberg 1669 (reader.digitale-sammlungen.de).
- De obsessione viae. Wittenberg 1670.
- De iustitia iuris Rom. quod in contractu emtionis perfectae, periculum rei emtae, ante traditionem, emtoris facit. Wittenberg 1671 (reader.digitale-sammlungen.de).
- De consuetudine, eiusque iure. Wittenberg 1672 (reader.digitale-sammlungen.de).
- De testimonio ad perpetuam rei memoriam in causis civilibus ex nova electoralis Saxonicae ordinationis iudiciaria tit. XXVII.. Wittenberg 1673 (reader.digitale-sammlungen.de).
- De contractibus innominatis. Wittenberg 1674.
- De modis quisdam secure procedendi in judicio. Wittenberg 1676 (reader.digitale-sammlungen.de).
- De Individuo Feudorum Regalium. Wittenberg 1677 (zvdd.de).
- De specie obligationis claudicantis. Wittenberg 1678 (reader.digitale-sammlungen.de).
- Commentatio de gradibus culpae in contractibus. Wittenberg 1680 (reader.digitale-sammlungen.de).